# Gardoquia
Gardoquia  é um gênero botânico da família Lamiaceae

## Espécies
Constituído por 55 espécies:
- Gardoquia acutifolia
- Gardoquia affinis
- Gardoquia argentea
- Gardoquia betonicoides
- Gardoquia breviflora
- Gardoquia brviflora
- Gardoquia capitata
- Gardoquia chilensis
- Gardoquia coccinea
- Gardoquia discolor
- Gardoquia elegans
- Gardoquia elliptica
- Gardoquia fasciculata
- Gardoquia foliolosa
- Gardoquia gilliesii
- Gardoquia glabrata
- Gardoquia grandiflora
- Gardoquia helleri
- Gardoquia hookeri
- Gardoquia incana
- Gardoquia jamesoni
- Gardoquia jamesonii
- Gardoquia mexicana
- Gardoquia micromerioides
- Gardoquia microphylla
- Gardoquia multiflora
- Gardoquia obovata
- Gardoquia origanoides
- Gardoquia pilosa
- Gardoquia pulchella
- Gardoquia quitensis
- Gardoquia racemosa
- Gardoquia revoluta
- Gardoquia rugosa
- Gardoquia salviaefolia
- Gardoquia salviifolia
- Gardoquia sericea
- Gardoquia speciosa
- Gardoquia spicata
- Gardoquia striata
- Gardoquia taxifolia
- Gardoquia thymoides
- Gardoquia tomentosa